# Pupečníková tepna

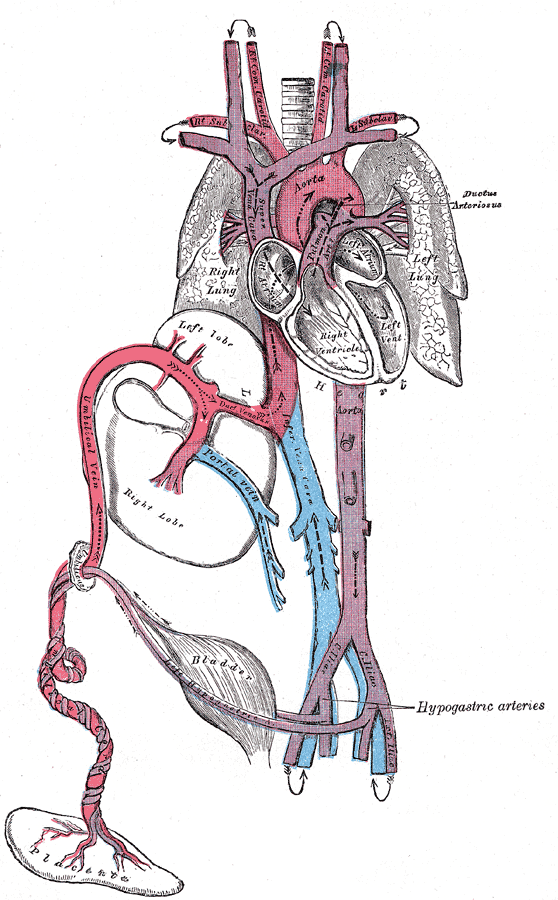
Pupečníkové tepny jsou fialově znázorněné cévy, které obtáčejí pupečníkovou žílu (dlouhá červená céva v levé části obrázku)

Pupečníková tepna (latinsky arteria umbilicalis) je párová tepna nutná ke správnému embryonálnímu vývoji placentálních savců. V těle savců s placentou odvádí odkysličenou krev z plodu do placenty.
Pupečníkové tepny vycházejí z levé a pravé vnitřní tepny kyčelní plodu a směřují kolem močového měchýře k pupku, procházejí pupečníkem a vedou do placenty. Po narození člověka se části tepny blíže k placentě postupně zavírají, až se uzavřou. Části blíže kyčelní tepně zůstávají průchozí a vedou z nich cévy např. směrem k močovému měchýři.
Vzácně jedna z pupečníkových tepen chybí (vývojová anomálie).